# Ръждивоглава безрога птица носорог
Ръждивоглавата безрога птица носорог (Aceros waldeni) е вид птица от семейство Носорогови птици (Bucerotidae). Видът е критично застрашен от изчезване.

## Разпространение и местообитание
Разпространен е във Филипините.